# マクロ経済スライド

日本の人口ピラミッド

日本の社会的支出(兆円)。緑は医療、赤は年金、紫はその他

マクロ経済スライド（マクロけいざいスライド）、またはマクロスライドとは、年金の被保険者（加入者）の減少や平均寿命の延び、更に社会の経済状況を考慮して、年金の給付金額を調整する制度のことをいう。日本の年金においては2004年に導入された。年金のスライド方式には「マクロ経済スライド」、「物価スライド」、「賃金スライド」の3通りの考え方がある。
2005年（平成17年）4月以前は、物価の動きによって見直される物価スライドが採られていた。2004年には、マクロ経済スライドが導入された。
少子高齢化社会の到来による被保険者の減少や平均寿命の延びなどなど、年金制度自体が前提とするマクロ経済の状態が大きく変わり、年金の財源問題などがでてきた。こうしたことから、年金給付額にマクロ経済全体の変化を反映させ自動的に調整させる機能を持つ制度が導入された。 この制度や物価スライド制度は公的年金に適用されるもので、一般的に私的年金と呼ばれるものには適用されない。また国民年金であっても、付加年金や死亡一時金には適用されない。

## 適用と影響
ここでは、国民年金を例にとって説明する（国民年金法については以下、法とのみ記述する）。なお厚生年金においても同様の事態となっている。

### 原則
少なくとも5年に1度、年金の財政状態の評価と今後の見通し（「財政の現況及び見通し」）を作成する財政検証が行われる（法4条の3第1項）。将来の財政均衡期間（検証の年以降100年間）にわたり年金財政の均衡を保つことが出来ない（積立金の保有ができない）と見込まれる場合は、年金の給付額の「マクロ経済スライド」と呼ぶ調整を行うとされ（法16条の2第1項等）、政令で給付額を調整する期間（調整期間）の開始年度を定めるものとする。そして、2004年（平成16年）の検証により2005年（平成17年）度が調整期間の開始年度とされた（令4条の2の2等）。調整期間は、その後の財政検証で年金財政の均衡を保つことができる（調整がなくても積立金の保有ができる）まで続けられる。

日本における平均余命の推移、および将来予想

マクロ経済スライドについて「調整率」と法律上されているが、5年前の年度から2年前の年度までの各年度の公的年金被保険者等総数の増加率の相乗平均（法27条の4第1項1号）に平均余命の延びによる給付の増加額を抑えるための一定の指数である0.997（法27条の4第1項2号）を乗じて得た率を基準とする数値である。厚生労働省の予測では、おおむね0.991になることが予想されている。
そして、調整期間において、新規裁定者については名目手取り賃金変動率に調整率を乗じた数値を基準として改定率を定め（法27条の4第1項）、既裁定者（68歳になる年度以降）は物価変動率に調整率を乗じた数値を基準として改定率を定めること（法27条の5第1項）を原則としている。
マクロ経済スライドの仕組みは、
- 賃金や物価がある程度上昇（インフレーション）する場合（調整率を上回る場合）にはそのまま適用されるが、
  - 賃金や物価の伸びが小さく、この仕組みを適用すると名目額が下がってしまう場合には、調整は年金額の伸びがゼロになるまでに留められ、名目の年金受給額は下がることは無いとされる（法27条の4第1項但書、27条の5第1項但書）。
- 賃金や物価の伸びがマイナスやデフレーションの場合には、賃金や物価の下落相当分は年金額が下がるが、年金財政の均衡を保てないことを理由とした年金額の引き下げは無いとされる（法27条の4第2項2号ないし4号、27条の5第2項1号、5号及び6号）。しかしながら、マクロ経済スライド制の採用は、年金給付額を引き下げる方向に働く。

なお、平成16年改正法附則7条、12条により、2010年度から2012年度までの物価変動率分－1.7%分を反映しないまま据え置いたので、まず、その分を吸収する2015年の物価指数（これ以後に2015年の物価指数より物価指数が下がればその年度）から1.7%の物価上昇があるまで、物価スライド特例が適用され、それを上回ることになって、初めて本則が適用されることによって、マクロ経済スライドが初めて適用される制度となっている。

### 適用例
2004年の導入以来、物価上昇率の低迷が続いたことから、マクロ経済スライドによる年金額（780,900円×改定率）のほうが、物価スライド特例措置による額（2012年度は786,500円）よりも低くなっているので、実際の年金額は、物価スライド特例措置による額が続き、結局マクロ経済スライドは2014年度まで一度も実施されなかった。このため、当初からマクロ経済スライドが実施された場合の想定よりも約7兆円も多く年金給付を行っていて、厚生労働省の想定を上回るスピードで積立金の取り崩しが進んでいる。この特例水準は2013年10月以降3度にわたって引き下げられ、2015年4月に完全に解消し、ようやくマクロ経済スライドが実施されることとなった。2015年度の場合、物価変動率がプラス2.7%、名目手取り賃金変動率がプラス2.3%であることから、名目手取り賃金変動率を基準として改定され、
- 2014年（平成26年）度の改定率（0.985）×名目手取り賃金変動率（1.023）×調整率（0.991）=平成27年度改定率（0.999）

となり、実際の年金額は780,900円×0.999≒780,100円となった。それでも、現行の規定では、デフレーション下にある限りマクロ経済スライドは実施できないこととなっていて、2016年（平成28年）度の場合、物価変動率がプラス0.8%、名目手取り賃金変動率がマイナス0.2%であることから、マクロ経済スライドは実施せずに年金額は前年度から据え置きとなった。
物価変動率、名目手取り賃金変動率がともにマイナスで、名目手取り賃金変動率が物価変動率を下回る場合、マクロ経済スライドは発動されず、新規裁定者、既裁定者ともに、物価変動率を基準として改定することとされている（法第27条の5）。2017年（平成29年）度の場合、物価変動率がマイナス0.1%、名目手取り賃金変動率がマイナス1.1%であることから物価変動率によって改定され、
- 2016年（平成28年）度の改定率（0.999）×物価変動率（0.999）≒平成29年度改定率（0.998）

となった。
このほか、2023年（令和5年）度分からは、3年連続で適用されて現在に至る。

#### 2019年度の適用例
2019年度は4年ぶりにマクロ経済スライドが発動されることになった。厚生労働省が発表した厚生年金のモデル世帯は、夫が平均的年収（賞与含む月額換算42.8万円）で40年間働き、その間、妻が専業主婦だった場合である。そのモデルによると2018年度の厚生年金の給付額は、夫婦2人分で月額22万1277円であった。2018年度は物価と賃金の変動率が+約0.6%増であったので2019年度の支給額は2018年度の支給額より月額1362円増額し、月額22万2639円の支給となるところであったが、マクロ経済スライドの発動により2018年度のマクロ経済スライド分約0.5%がカットされ+約0.1%増となり月額227円の増加にとどまり月額22万1504円の支給となる。

### キャリーオーバー制の導入
平成28年に成立した「公的年金制度の持続可能性の向上を図るための国民年金法等の一部を改正する法律」により、平成30年度からは、マクロ経済スライドによって前年度よりも年金の名目額を下げないという措置は維持した上で、未調整分を翌年度以降に繰り越す仕組み（キャリーオーバー制度）を導入することとなった。これにより、平成30年度以降の調整期間における改定率については、新規裁定者については「算出率」を、既裁定者については「基準年度以降算出率」を基準とすることを原則とする。
- 「算出率」=名目手取り賃金変動率×（調整率×前年度の特別調整率）
- 「基準年度以降算出率」=物価変動率×（調整率×前年度の基準年度以降特別調整率）

過去の未調整分を前年度まで累積させたもの（特別調整率）を改定率に乗じることにより、未調整分を含めた調整を行うこととなる。なお「算出率」「基準年度以降算出率」が1を下回る場合は改定率の改定は行わない（=年金額は据え置きとなる）。また調整率が1を上回るときは、これを1とすることとされた。つまり、新規裁定者の改定率は前年度の改定率に算出率を乗じたもの、既裁定者であれば前年度の基準年度改定率に基準年度以降改定率を乗じたものがそれぞれの改定率となる。なお平成29年度の特別調整率は1とされ、以降は毎年度、（名目手取り賃金変動率×調整率/算出率）を基準として改定する。
平成30年度の場合、物価変動率がプラス0.5%、名目手取り賃金変動率がマイナス0.4%であることから、マクロ経済スライドは実施せずに年金額は前年度から据え置き（0.998）となるが、未調整分の累積分（マクロ経済スライドが発動した場合の調整率。公的年金被保険者総数変動率（1）×平均余命の伸び率（マイナス0.3%）=マイナス0.3%）については、翌年度以降に繰り越して特別調整率として調整する。
平成31年度は、物価変動率がプラス1.0%、名目手取り賃金変動率がプラス0.6%であることから、マクロ経済スライドが発動され、本来の改定率は1.004となるところであるが、前年度のキャリーオーバー分が繰り越され、
- 平成31年度算出率（1.001）=名目手取り賃金変動率（1.006）×（調整率（0.998）×前年度の特別調整率（0.997））

となり、
- 平成31年度改定率（0.999）=前年度改定率（0.998）×算出率（1.001）

であるから、平成31年度の老齢基礎年金の満額は780,900円×0.999＝780,100円となる。

## 問題点
日本総合研究所の西沢和彦によると、マクロ経済スライドは、実に迂遠で分りにくい。ネーミングも何を意味しているのか分からない。なぜこのような手法をとるかその理由は次のようなものである。目に見える形での年金額のカットに対しては、国民の心理的抵抗が強く、合意は到底得られない。そうした心理的抵抗や社会的混乱を回避するためにマクロ経済スライドが編み出された。マクロ経済スライドは、年金額そのもののカットではなく、毎年度の年金額の増え方を抑えることで、段階的に給付抑制を図る。増え方を抑えるのであれば、国民にも給付抑制であるということすら気づかれにくい。そのため、あえて、迂遠で分りにくいマクロ経済スライドという方法が用いられた。しかしこのようなことは子どもだましである。もう一つの問題は、物価上昇率がマイナスだったり、賃金上昇率が低くかったりしてマクロ経済スライドが発動されない年が多い点である。現時点でマクロ経済スライドが発動されない年が多ければ、その付けは、将来世代の一段の給付抑制か、保険料率引き上げなどの負担増として現れる可能性がある。世代間の公平を考えれば、現在の高齢者ほど大きく負担して然るべきであるが、将来世代ほど大きな負担になっている。
しんぶん赤旗が2014年の財政検証の結果を元に、現役時代の賃金水準別に年金支給額を比較したところ、マクロ経済スライドによる実質削減により、現役時代に低賃金だった労働者ほど年金支給額がより大きく目減りする結果となった。